# Kirill Voprosov
Kirill Voprosov (rusky Кирилл Вопросов; * 27. března 1986, Elektrostal, Sovětský svaz) je reprezentant Ruska v judu.

## Sportovní kariéra
Judu se vrcholově věnuje ve městě Dmitrov. Důvěru reprezentačních trenérů si získal až v olympijském roce 2012, když se v sezoně 2011 pravidelně umistňoval na stupních vítězů ve světovém poháru.

## Výsledky
| Turnaj             | 2005  | 2006  | 2007         | 2008         | 2009         | 2010         | 2011         | 2012         | 2013         | 2014         |
| Turnaj             | 19    | 20    | 21           | 22           | 23           | 24           | 25           | 26           | 27           | 28           |
| Turnaj             | psř.v | psř.v | střední váha | střední váha | střední váha | střední váha | střední váha | střední váha | střední váha | střední váha |
| ------------------ | ----- | ----- | ------------ | ------------ | ------------ | ------------ | ------------ | ------------ | ------------ | ------------ |
| Mistrovství světa  | dns   | -     | dns          | -            | dns          | dns          | dns          | -            | dns          | 3.           |
| Mistrovství Evropy | dns   | dns   | dns          | dns          | dns          | dns          | dns          | úč.          | 3.           | 2.           |
| ME juniorů         | 2.    | -     | -            | -            | -            | -            | -            | -            | -            | -            |